# Hahnia innupta
Hahnia innupta là một loài nhện trong họ Hahniidae.
Loài này thuộc chi Hahnia. Hahnia innupta được Paolo Marcello Brignoli miêu tả năm 1978.